# Фатіх Чакіроглу
Фатіх Чакіроглу (тур. Fatih Çakıroğlu; нар. 14 квітня 1981, Стамбул) — турецький борець вільного стилю, переможець, дворазовий срібний та триразовий бронзовий призер чемпіонатів Європи, учасник Олімпійських ігор.

## Життєпис
Боротьбою почав займатися з 1988 року.
Виступав за борцівський клуб IBB, Стамбул. Тренери — Еніс Чакіроглу, Адем Берекет.

## Спортивні результати на міжнародних змаганнях

### Виступи на Олімпіадах
| Змагання                    | Збірна    | Вагова категорія          | Місце |
| --------------------------- | --------- | ------------------------- | ----- |
| Літні Олімпійські ігри 2004 | Туреччина | вільна боротьба, до 96 кг | 9     |

### Виступи на Чемпіонатах світу
| Змагання                        | Збірна    | Вагова категорія           | Місце |
| ------------------------------- | --------- | -------------------------- | ----- |
| Чемпіонат світу з боротьби 2002 | Туреччина | вільна боротьба, до 96 кг  | 14    |
| Чемпіонат світу з боротьби 2005 | Туреччина | вільна боротьба, до 96 кг  | 14    |
| Чемпіонат світу з боротьби 2007 | Туреччина | вільна боротьба, до 120 кг | 5     |
| Чемпіонат світу з боротьби 2010 | Туреччина | вільна боротьба, до 120 кг | 21    |
| Чемпіонат світу з боротьби 2011 | Туреччина | вільна боротьба, до 120 кг | 7     |

### Виступи на Чемпіонатах Європи
| Змагання                         | Збірна    | Вагова категорія           | Місце  |
| -------------------------------- | --------- | -------------------------- | ------ |
| Чемпіонат Європи з боротьби 2001 | Туреччина | вільна боротьба, до 97 кг  | 7      |
| Чемпіонат Європи з боротьби 2002 | Туреччина | вільна боротьба, до 96 кг  | Бронза |
| Чемпіонат Європи з боротьби 2003 | Туреччина | вільна боротьба, до 96 кг  | Срібло |
| Чемпіонат Європи з боротьби 2004 | Туреччина | вільна боротьба, до 96 кг  | 11     |
| Чемпіонат Європи з боротьби 2005 | Туреччина | вільна боротьба, до 96 кг  | Бронза |
| Чемпіонат Європи з боротьби 2007 | Туреччина | вільна боротьба, до 120 кг | Бронза |
| Чемпіонат Європи з боротьби 2010 | Туреччина | вільна боротьба, до 120 кг | Срібло |
| Чемпіонат Європи з боротьби 2011 | Туреччина | вільна боротьба, до 120 кг | Золото |

### Виступи на Європейських іграх
| Змагання                    | Збірна    | Вагова категорія           | Місце |
| --------------------------- | --------- | -------------------------- | ----- |
| Кубок світу з боротьби 2010 | Туреччина | вільна боротьба, до 120 кг | 4     |

### Виступи на інших змаганнях
| Змагання                                                         | Збірна    | Вагова категорія           | Місце  |
| ---------------------------------------------------------------- | --------- | -------------------------- | ------ |
| Гран-прі Німеччини з боротьби 2001                               | Туреччина | вільна боротьба, до 97 кг  | Бронза |
| Абсолютний чемпіонат FILA 2003                                   | Туреччина | вільна боротьба, до 96 кг  | Срібло |
| Олімпійський кваліфікаційний турнір з боротьби 2004 (Братислава) | Туреччина | вільна боротьба, до 96 кг  | Срібло |
| Чемпіонат світу з боротьби серед військовослужбовців 2005        | Туреччина | вільна боротьба, до 120 кг | Золото |
| Середземноморські ігри 2009                                      | Туреччина | вільна боротьба, до 120 кг | Золото |
| Золотий Гран-прі з боротьби 2010 (Красноярськ)                   | Туреччина | вільна боротьба, до 120 кг | Срібло |
| Середземноморський чемпіонат з боротьби 2010                     | Туреччина | вільна боротьба, до 120 кг | Золото |
| Золотий Гран-прі з боротьби 2010 (Тбілісі)                       | Туреччина | вільна боротьба, до 120 кг | 8      |
| Золотий Гран-прі з боротьби 2010 (Баку)                          | Туреччина | вільна боротьба, до 120 кг | Золото |
| Турнір Яшара Догу 2011                                           | Туреччина | вільна боротьба, до 120 кг | Золото |
| Турнір Олександра Медведя 2011                                   | Туреччина | вільна боротьба, до 120 кг | 5      |
| Золотий Гран-прі з боротьби 2011 (Баку)                          | Туреччина | вільна боротьба, до 120 кг | Срібло |
| Меморіал Вацлава Циолковського 2011                              | Туреччина | вільна боротьба, до 120 кг | 5      |
| Турнір Яшара Догу 2012                                           | Туреччина | вільна боротьба, до 120 кг | 7      |
| Турнір Дмитра Коркіна 2012                                       | Туреччина | вільна боротьба, до 120 кг | 8      |
| Турнір Яшара Догу 2013                                           | Туреччина | вільна боротьба, до 120 кг | 9      |
| Турнір Яшара Догу 2014                                           | Туреччина | вільна боротьба, до 125 кг | 5      |
| Турнір Яшара Догу 2015                                           | Туреччина | вільна боротьба, до 97 кг  | 30     |
| Турнір Яшара Догу 2016                                           | Туреччина | вільна боротьба, до 97 кг  | 5      |
| Турнір міста Сассарі 2016                                        | Туреччина | вільна боротьба, до 97 кг  | 9      |
| Турнір Яшара Догу 2017                                           | Туреччина | вільна боротьба, до 97 кг  | 13     |

### Виступи на змаганнях молодших вікових груп
| Змагання                                       | Збірна    | Вагова категорія           | Місце |
| ---------------------------------------------- | --------- | -------------------------- | ----- |
| Чемпіонат світу з боротьби серед юніорів 1998  | Туреччина | вільна боротьба, до 115 кг | 9     |
| Чемпіонат Європи з боротьби серед юніорів 1999 | Туреччина | вільна боротьба, до 97 кг  | 8     |
| Чемпіонат світу з боротьби серед юніорів 1999  | Туреччина | вільна боротьба, до 130 кг | 5     |
| Чемпіонат Європи з боротьби серед юніорів 2000 | Туреччина | вільна боротьба, до 130 кг | 8     |
| Чемпіонат світу з боротьби серед юніорів 2000  | Туреччина | вільна боротьба, до 130 кг | 9     |
| Чемпіонат світу з боротьби серед юніорів 2001  | Туреччина | вільна боротьба, до 97 кг  | 6     |
| Чемпіонат світу з боротьби серед кадетів 1997  | Туреччина | вільна боротьба, до 83 кг  | 5     |